# Jelení loučky
Jelení loučky (německy Hirsch Berg, Hirsch Wiesen), 1205 m n. m., jsou druhým nejvyšším vrcholem Medvědské hornatiny, která je severovýchodní částí Hrubého Jeseníku.

## Přístup
Na vrchol vede neznačená cesta, odbočující nedaleko rozcestí Jelení loučky od žluté turistické značky z Rejvízu do sedla Vidly. Od zmíněné odbočky je to na vrchol asi 500 m jihovýchodním směrem.

## Ztracený vrch
Na západní rozsoše Jeleních louček, necelé 2 km od vrcholu, se nachází protáhlá kupa, pojmenovaná jako Ztracený vrch (1078 m, souřadnice 50°8′49″ s. š., 17°14′33″ v. d.). Podle kritérií projektu Tisícovky Čech, Moravy a Slezska jde o tzv. hlavní vrchol, protože má více než 15metrové převýšení od společného sedla.

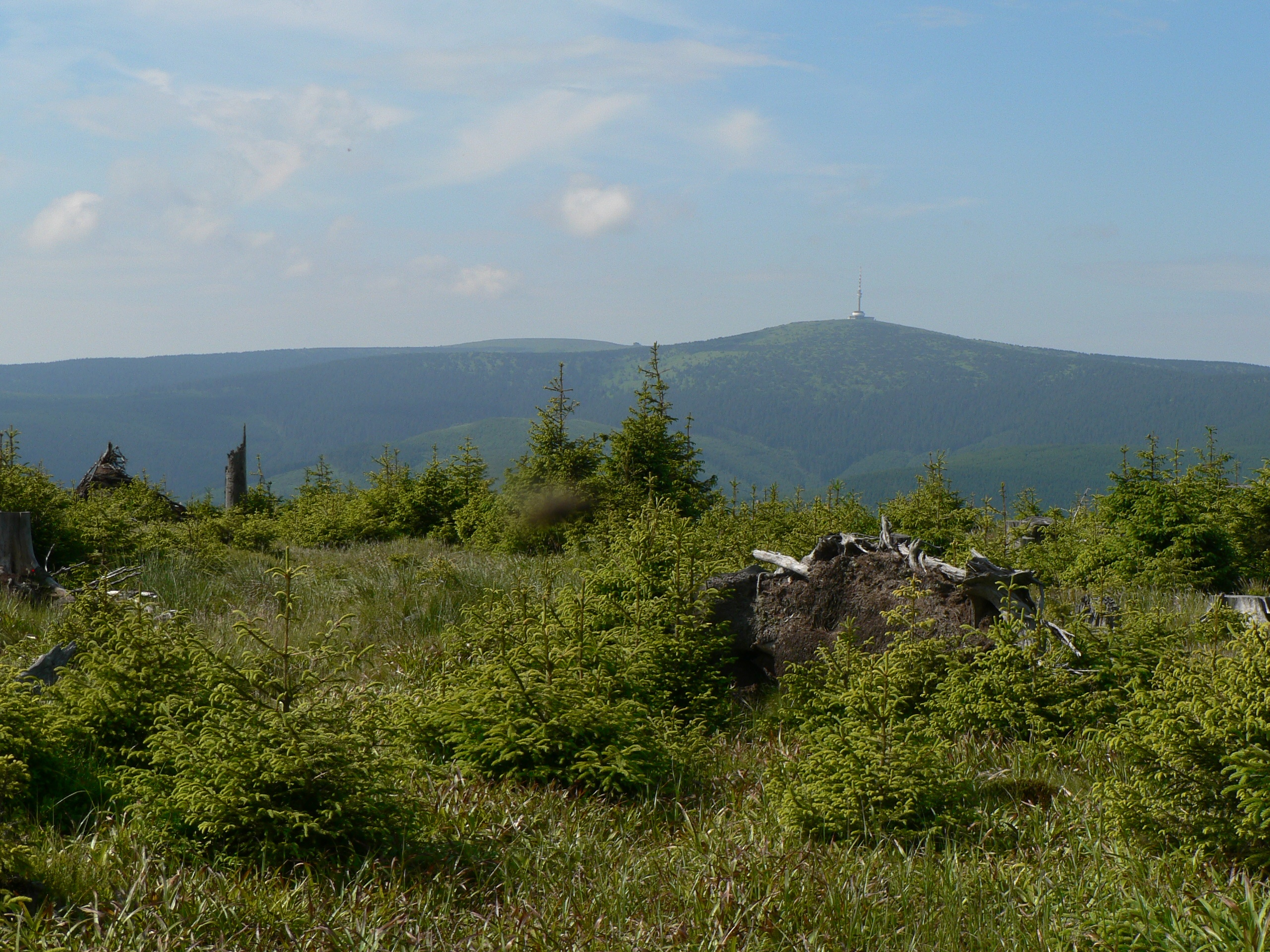
Pohled z vrcholu k Pradědu a Vysoké holi